# Det blir något i himlen
Det blir något i himlen är en frikyrklig sång som publicerades i metodisternas Sånger för söndagsskolan första gången 1869. Den togs sedan med i bland annat EFS:s Sionstoner, där sången hade nr 377 och publicerades under rubriken Hemlandssånger. Psalmen har fyra verser författade av en okänd diktare, troligen amerikansk enligt Oscar Lövgren och melodin sägs ha ursprung i en folkmelodi. I Svensk söndagsskolsångbok 1908 står att texten är författad av Lina Sandell-Berg.

## Publicerad i
- Svensk söndagsskolsångbok 1869 rubrik och nummer okänt.
- Lovsånger och andeliga visor 1877 som nr 118.
- Stockholms söndagsskolförenings sångbok 1882 som nr 80 under rubriken "Hemlandssånger".
- Sabbatstoner 1888 sång nr 75 med 4 verser
- Sionstoner 1889 som nr 377.
- Hemlandssånger 1891 som nr 389 under rubriken "Kärleken".
- Nya Pilgrimssånger 1892 som nr 396 under rubriken "Den tillkommande härligheten".
- Herde-Rösten 1892 som nr 159 under rubriken "Barnsånger:".
- Svensk söndagsskolsångbok 1908 som nr 339 under rubriken "Den himmelska härligheten".
- Lilla Psalmisten 1909 som nr 241 under rubriken "Hemlandssånger".
- Svensk söndagsskolsångbok 1929 som nr 199 under rubriken "Hemlandssånger".
- Frälsningsarméns sångbok 1929 som nr 561 under rubriken "Speciella sånger - Barnen".
- Musik till Frälsningsarméns sångbok 1930 som nr 561.
- Sionstoner 1935 som nr 628 under rubriken "Nyår".
- Guds lov 1935 som nr 541 under rubriken "Barnsånger".
- Sions Sånger 1951 som nr 21.
- Frälsningsarméns sångbok 1968 som nr 670 under rubriken "Barn Och Ungdom".
- Sions Sånger 1981 som nr 266 under rubriken "Barn".
- Lova Herren 1988 som nr 720.
- Segertoner 1988 som nr 627.
- Sions Sånger och Psalmer som nr 49